# آدم فريزيل
آدم فريزيل (بالإنجليزية: Adam Frizzell)‏ (21 فبراير 1998 بغرينوك في المملكة المتحدة - ) هو لاعب كرة قدم بريطاني في مركز الهجوم. لعب مع نادي كيلمارنوك.

## وصلات خارجية
- آدم فريزيل على موقع قاعدة بيانات كرة القدم.إي يو (الإنجليزية)
- آدم فريزيل على موقع Soccerbase.com (لاعب) (الإنجليزية)
- آدم فريزيل على موقع Soccerway.com (الإنجليزية)
- آدم فريزيل على موقع عالم كرة القدم.نت (الإنجليزية)